# Constituição da Ossétia do Sul
A Constituição da República da Ossétia do Sul (russo: Конститу́ция Респу́блики Ю́жная Осе́тия) foi adotada por referendo em 8 de abril de 2001. A constituição anterior foi adotada em 2 de novembro de 1993.
Um dos co-autores da versão atual é o atual presidente do Tribunal Constitucional da República da Ossétia do Norte-Alania Stanislav Kesaev.

## Estrutura
A constituição consiste em 93 artigos organizados em nove capítulos e possui disposições conclusivas e transitórias.
- Seção I.:
  - Capítulo I. Fundamentos do Sistema Constitucional da República da Ossétia do Sul (artigos 1-17).
  - Capítulo II. Direitos, liberdades e deveres civis do homem e do cidadão (artigos 18.º a 46.º).
  - Capítulo III. Presidente da República da Ossétia do Sul (artigos 47-55).
  - Capítulo IV. Parlamento da República da Ossétia do Sul (artigos 56-72).
  - Capítulo V. Governo da República da Ossétia do Sul (artigos 73-76).
  - Capítulo VI. Judiciário da República da Ossétia do Sul (artigos 77-86).
  - Capítulo VII. Gabinete do Procurador da República da Ossétia do Sul (artigo 87).
  - Capítulo VII. Administração Estatal Local e Auto-Governo (artigos 88 - 91).
  - Capítulo IX. Emendas Constitucionais e Revisão da Constituição da República da Ossétia do Sul (artigos 91.º a 93.º).

- Seção II. Disposições Finais e Transitórias.